# 塩化ケイ素
塩化ケイ素（えんかケイそ、silicon chloride）は、塩素とケイ素からなる無機化合物である。様々な組成のものが見つかっている。水と反応し塩化水素を発生する。四塩化ケイ素と六塩化二ケイ素は有機ケイ素化合物の製造に非常に重要である。

## 四塩化ケイ素

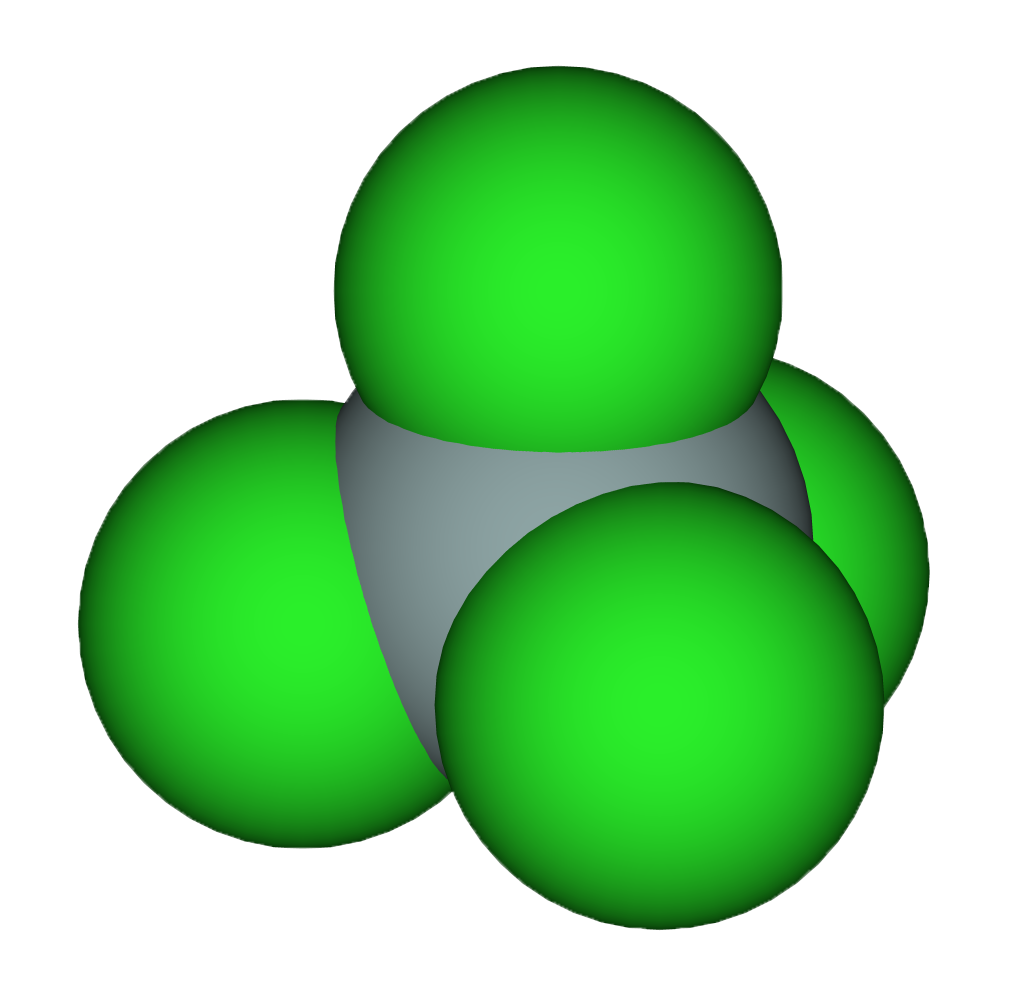
四塩化ケイ素のCPKモデル

四塩化ケイ素（しえんかケイそ、Silicon tetrachloride）は SiCl4と表される無色の刺激臭のある液体である。
融点は-70℃、沸点は57.6℃で、ケイ素と塩素または塩化水素を加熱するか、ケイ化カルシウムなどを塩素化することによって製造される。高純度の金属ケイ素の製造にも使われる。製造時に廃棄物として出ることがあり、環境問題となっている。

## 六塩化二ケイ素

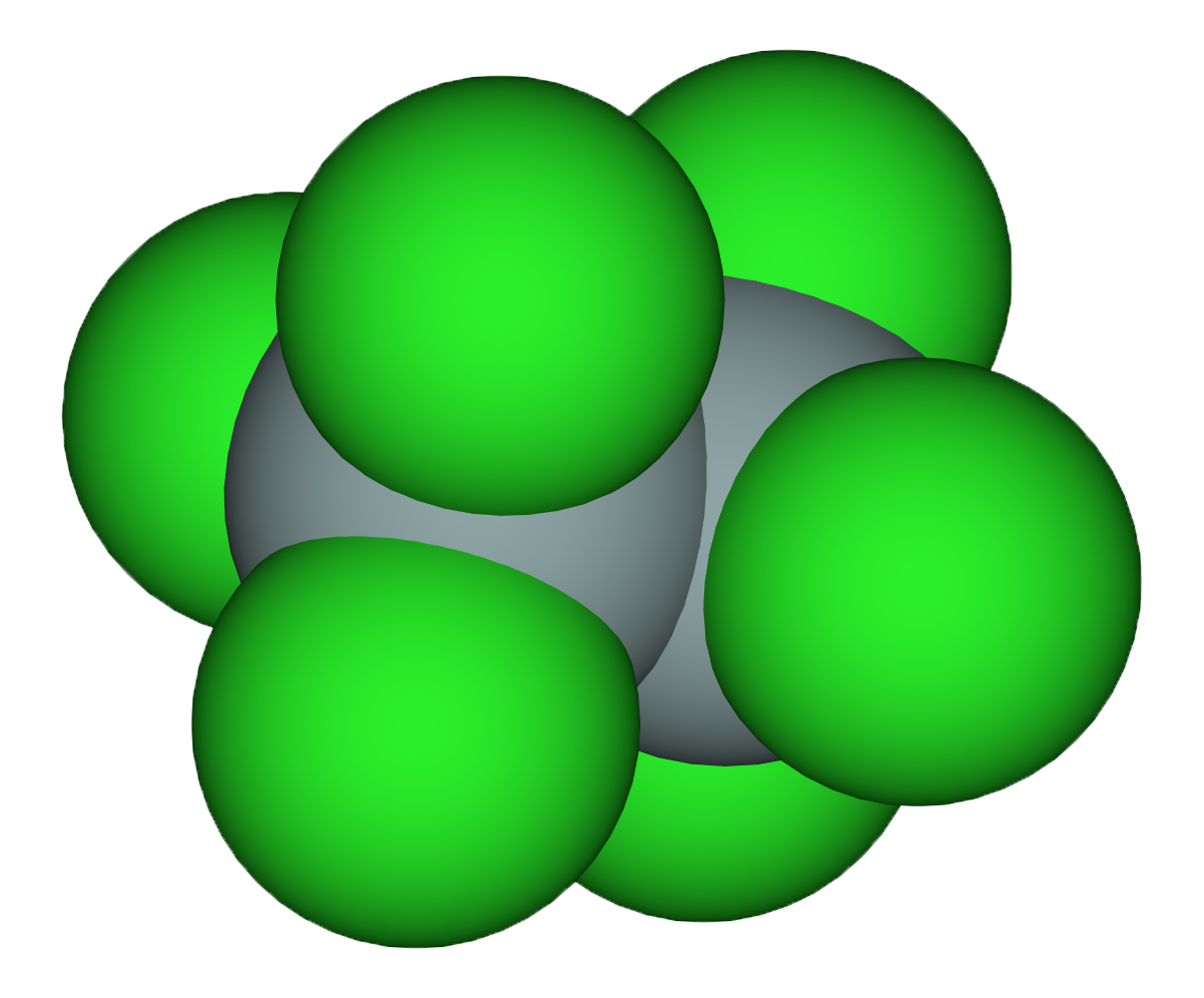
六塩化二ケイ素のCPKモデル

六塩化二ケイ素（ろくえんかにケイそ、Hexachlorodisilane）はSi2Cl6と表される無色の刺激臭のある液体である。
融点は-1℃、沸点は144℃と、四塩化ケイ素よりも高くなっている。300℃以上では塩素と反応する。
{\displaystyle {\ce {Si2Cl6\ + Cl2 -> 2SiCl4}}}

## 他のケイ素塩化物
- SiCl3
- Si3Cl8
- Si4Cl10
- Si5Cl12
- Si6Cl12